# (3504) Kholshevnikov
(3504) Kholshevnikov est un astéroïde de la ceinture principale.

## Description
(3504) Kholshevnikov est un astéroïde de la ceinture principale. Il fut découvert le 3 septembre 1981 à Naoutchnyï par Nikolaï Tchernykh. Il présente une orbite caractérisée par un demi-grand axe de 3,10 UA, une excentricité de 0,18 et une inclinaison de 2,0° par rapport à l'écliptique.

## Compléments